# أكيرا ياماوكا
ولد أكيرا ياماوكا (باليابانية: 山岡晃) في 6 فبراير 1968 في نييغاتا، اليابان. أكيرا معروف بعمله كموسيقار وكملحن
لألعاب الفيديو ولعل أشهر أعماله هي لعبة «سايلنت هيل» وكما حقق العديد من الإنجازات في عالم الموسيقى وألعاب الفيديو والتي تم إصدارها ونشرها بواسطة «كونامي».

## السيرة الذاتية
أكيرا معروف بعمله كملحن ومؤلف لتأثيرات الصوتية في سلسلة الرعب الشهيرة «سايلنت هيل» وكما لعب دوراً مهماً منذ إصدار الجزءالثالث من السلسلة Silent Hill 3 كمنتج بالإضافة إلى الجزء الرابع Silent Hill 4. بالرغم من كونه الملحن والمنتج للسلسة إلا أنه لم يعمل على تأليف وتلحين موسيقى Silent Hill : Play Novel على Gameboy Advance إضافةً إلى أغنية النهاية للعبة Silent Hill والتي تم تأليفها بواسطة ريكا موراناكا والتي تسمى بـ "Esperandote".
موسيقى أكيرا عادةً تتضمن نغمات قوية حزينة والتي تصنف عامةً مع الظلام المحيط "Dark Ambient"و الصناعية أو الصاخبة. منذ صدور Silent Hill 3 قام أكيرا بالعمل والتعاون مع المغنية ومؤدية الأصوات Mary Elizabeth McGlynn وJoe Romersa.
تم جمع العديد من أعمال أكيرا ياماوكا السابقة لوضعها في الفيلم المبني على قصة Silent Hill في عام 2006 والذي تم إخراجه بواسطة كريستوفر جانز.

## الحياة الشخصية
قبل أن يعمل أكيرا في مجال الموسيقى، كان من المفترض أن يعمل كمصمم إلا أنه أصبح موسيقاراً بعد أن درس في جامعة طوكيو للفن.
يتحديث أكيرا عن نفسه قائلاً: «أنا أعتقد بأني شخص طيب ومرح جدا لكني أحب أن أعمل على ألعاب ذات طابع مظلم وكئيب أو حزين والموسيقى الحزينة هي المفضلة لدي وتشعرني بالراحة، أما إذا ما قمت بتأليف لحن مضحك أو مرح فإني بشكل غريب أشعر بالإحراج.» أيضاً «أعتقد أن ما قدمته في سايلنت هيل 2 كان الأفضل كما أنني سمعت ذلك من الجمهور أيضا وأنا فخور بذلك»

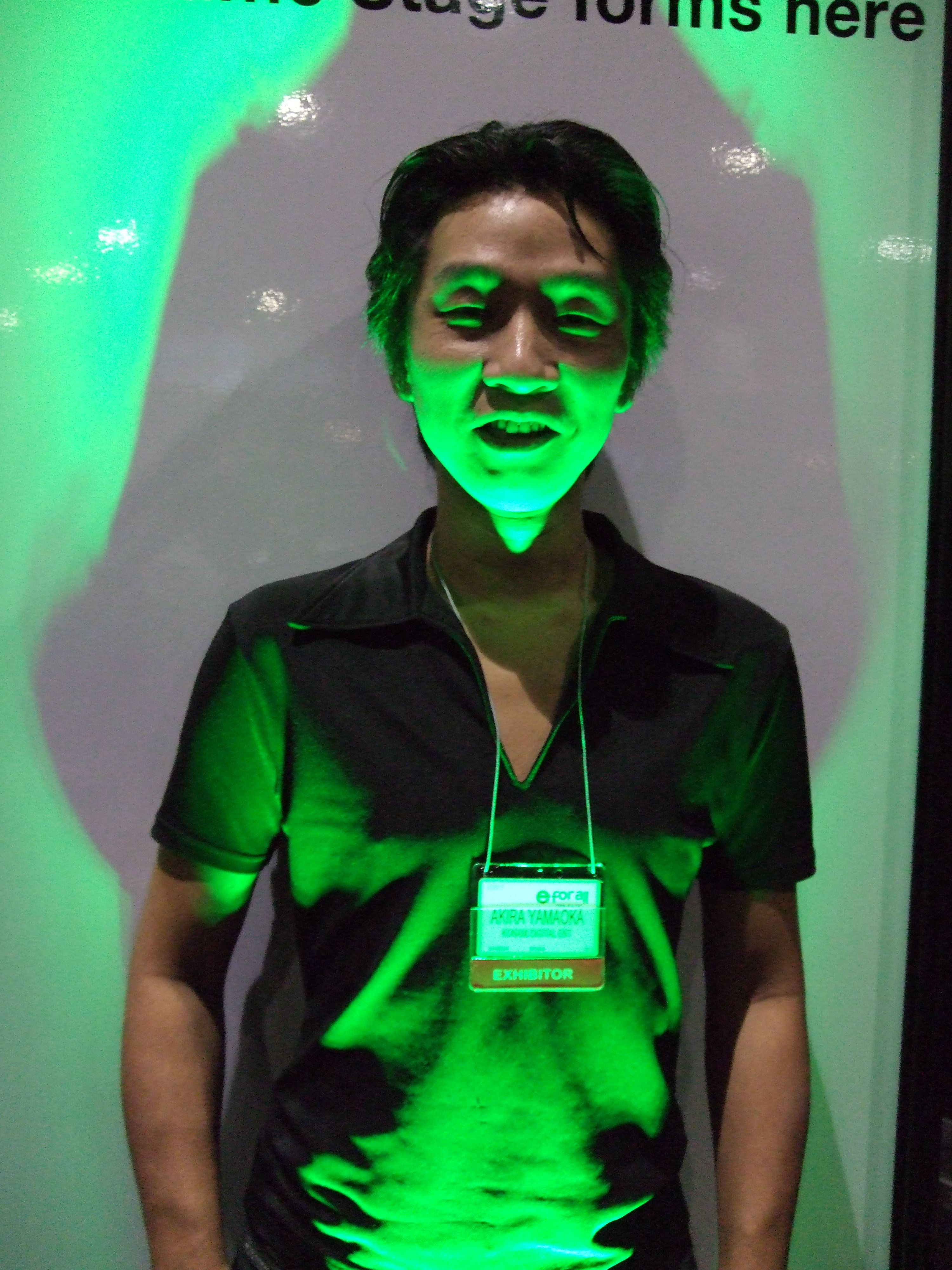

## وصلات خارجية
- أكيرا ياماوكا على موقع IMDb (الإنجليزية)
- أكيرا ياماوكا على موقع ألو سيني (الفرنسية)
- أكيرا ياماوكا على موقع ميوزك برينز (الإنجليزية)
- أكيرا ياماوكا على موقع أول ميوزيك (الإنجليزية)
- أكيرا ياماوكا على موقع ديسكوغز (الإنجليزية)
- أكيرا ياماوكا على موقع قاعدة بيانات الفيلم (الإنجليزية)